# Julen Madariaga
Julen Kerman Madariaga Agirre (Bilbao, 11 de octubre de 1932-Saint-Pée-sur-Nivelle, 6 de abril de 2021)fue un abogado y político español. Fue uno de los fundadores de ETA, en 1958, junto con Benito del Valle, Rafael Albisu, José Aguirre y Txillardegi, entre otros. Más tarde fue miembro prominente de Herri Batasuna y, posteriormente, del partido Aralar y de la organización pacifista Elkarri.

## Biografía
Hijo de un militante del partido Acción Nacionalista Vasca, acompañó a su padre al exilio en Chile durante la guerra civil española y regresó a Bilbao en 1942. Finalizada la enseñanza secundaria, estudió derecho en la Universidad de Deusto y luego en  Reino Unido, doctorándose en Cambridge, tras lo cual volvió al País Vasco y se embarcó en la actividad política nacionalista.
Fue uno de los fundadores de Ekin, organización que tras escindirse de las juventudes del PNV constituyó el embrión de la futura Euskadi Ta Askatasuna. ETA se creó en 1959 y, tres años después, Madariaga participó en Bayona en la I Asamblea de la organización; fue desde entonces uno de los miembros de su comité ejecutivo. Madariaga estuvo encausado en el proceso de Burgos y declarado en rebeldía.
Refugiado en el País Vasco francés, obtuvo la nacionalidad francesa en 1986. En 1989 la justicia gala le condenó a cuatro años de prisión por colaborar con ETA, con prohibición de residir en el País Vasco francés durante diez años. Madariaga salió de la cárcel en 1991 y fijó su residencia en Bilbao, dedicándose a la abogacía en un despacho compartido con el abogado de Herri Batasuna Txema Montero. En 1993 y 1994 afirmó que ETA había perdido la batalla por la autodeterminación del País Vasco y se mostró partidario de que abandonara las armas.[cita requerida]
En enero de 1995 abandonó Herri Batasuna a causa de la negativa de esta formación a pronunciarse públicamente en contra del asesinato del dirigente del Partido Popular en Guipúzcoa Gregorio Ordóñez a manos de ETA, ya que consideraba que la vía armada había fracasado en sus objetivos.
En 2001 se adhirió a los postulados de Aralar, entonces una corriente interna de Euskal Herritarrok favorable al fin de la violencia y que en 2002 se convertiría en partido político independiente. Madariaga fue nombrado responsable de su Comisión de Garantías. Fue candidato de esta formación a diputado general de Vizcaya en las elecciones locales de mayo de 2003 y figuró asimismo en las listas de candidatos para el Senado en las generales de 2004 y para el Parlamento Europeo el mismo año.
En relación con el proceso de paz impulsado en 2005-2006 por el Gobierno de José Luis Rodríguez Zapatero, afirmó que ETA debería pedir perdón a las víctimas: «He dicho que todo el mundo debe pedir perdón y de eso no se escapa ETA. Los conflictos siempre tienen varios actores y ETA es uno más. Deben pedir perdón todos los agresores».
En julio de 2006 el juez Grande-Marlaska ordenó su detención en el marco de una operación contra supuestos miembros del aparato de ETA, quedando posteriormente en libertad bajo fianza, si bien se le prohibió por aquel entonces salir del país.
Murió en el País Vasco francés el 6 de abril de 2021 a los 88 años, debido a una larga enfermedad.
Pocas semanas antes de su muerte, el 16 de febrero de 2021, se presentó la edición en castellano de su autobiografía Egiari zor (En honor a la verdad) publicada por Pol·len edicions y traducida por Jela Martínez Urmeneta.